# Список великих візирів Османської імперії
 Великий візир Османської імперії (тур. Vezir-i Azam або Садр-Азам (Садразам); Османська турецька : صدر اعظم або وزیر اعظم) був фактично прем’єр-міністром султана в Османській імперії, маючи абсолютну владу, і підкоряючись лише самому султану. Так тривало весь класичний період, до реформ Танзимата, або до революції 1908 року. Візир розпоряджався імператорською печаткою і міг скликати всіх інших візирів для участі в справах держави в Імператорській раді; візирів на конференції називали "візирами куббе" стосовно місця їх зустрічі, куббеалті ("під куполом") у палаці Топкапі. Їхні офіси розташовувались у Піднебесній Порті.

## Історія
Під час фаз зародження Османської держави Візир був єдиним правителем. Першим з османських візирів, який отримав назву "Великий візир", був Чандарлі Кара Халіл Хайліддін Паша (також відомий як Чандарлі Халіл Паша Старший). Метою заснування титулу "Великий візир" було відрізнити володаря султанської печатки від інших візирів. Спочатку найчастіше вживана назва vezir-i âzam поступово замінювалася sadrazam, що означало велич візиру на практиці. Протягом історії Османської влади величні візири також називали sadr-ı âlî («високий візир»), vekil-i mutlak («абсолютний адвокат»), sâhib-i devlet («держава держави»), serdar-ı ekrem ("милостивий генерал"), сердар-ьазам ("гранд-генерал") і zât-ı âsafî ("візиральна особа") і başnazır, буквально "прем'єр-міністр" в османській турецькій мові. 
У пізні періоди Османської імперії, особливо в період  після 19 століття, Великий візир почав займати посаду, майже ідентичну посаді прем'єр-міністра в інших європейських державах. Реформи, помічені під час і після Танзимата (1838р.), Першої конституційної епохи (1876–1878 рр.) Та Другої конституційної епохи (1908–1920 рр.), привели посаду Великого візира у відповідність із європейським стандартом, зробивши його чинним головою Кабінету міністрів. Під час двох конституційних епох Великий візир також виступав спікером Сенату, верхньої палати двопалатного парламенту Осману. Зі створенням Турецької Республіки в 1923 році прем'єр-міністр Туреччини взяв на себе роль колишньої посади. Великих візирів часто замінювали чи відправляли у відставку, що часто призводило до політичної нестабільності. Тільки за останні 10 років імперії офіс Великого візира 13 разів міняв управління між 12 чоловіками; деякі, такі як Ахмед Ізет-паша та Саліх Хулусі-паша, обіймали посаду менше місяця. 

## Список османських великих візирів
| Ім'я                                                         | Час отримання посади | Завершив правління     |
| 1. Алаеддін-паша                                             | 1320                 | 1331                   |
| 2. Нізамуддін Ахмед-паша                                     | 1331                 | 1348                   |
| 3. Хаджі-паша                                                | 1348                 | 1349                   |
| 4. Синануддін Факих Юсуф-паша                                | 1349                 | 1364                   |
| 5. Чандарли Кара Халіл Хайреддін-паша                        | 1364                 | 22 січня 1387 року     |
| 6. Чандарли Алі-паша                                         | 1387                 | 1406                   |
| 7. Імамаде Халіл-паша                                        | 1406                 | 1413                   |
| 8. Амася Байезід Паша                                        | 1413                 | 1421                   |
| 9. Кандарлі Ібрагім-паша Старший                             | 1421                 | 1429                   |
| 10. Коча Мехмед Нізамуддін паша                              | 1429                 | 1439                   |
| 11. Чандарли Халіл-паша Молодший                             | 1439                 | 1 червня 1453 року     |
| 12. Заганос-паша                                             | 1453                 | 1456                   |
| 13. Махмуд-паша Ангелович (1-й раз)                          | 1456                 | 1468                   |
| 14. Ром Мехмед-паша                                          | 1468                 | 1469                   |
| 15. Ісхак-паша                                               | 1469                 | 1472                   |
| 16. Махмуд-паша Ангелович (2-й раз)                          | 1472                 | 1474                   |
| 17. Гедик Ахмед-паша                                         | 1474                 | 1477                   |
| 18. Караманлі Мехмед-паша                                    | 1477                 | 1481                   |
| 19. Ісхак-паша (2-й раз)                                     | 1481                 | 1482                   |
| 20. Коджа Давуд-паша                                         | 1482                 | 1497                   |
| 21. Герсеклі Ахмед-паша (1-й раз)                            | 1497                 | 1498                   |
| 22. Кандарлі Ібрагім-паша Молодший                           | 1498                 | 1499                   |
| 23. Месих-паша                                               | 1499                 | 1501                   |
| 24. Хадим Алі-паша (1-й раз)                                 | 1501                 | 1503                   |
| 25. Герсеклі Ахмед-паша (2-й раз)                            | 1503                 | 1506                   |
| 26. Хадім Алі-паша (2-й раз)                                 | 1506                 | 1511                   |
| 27. Герсеклі Ахмед-паша (3-й раз)                            | 1511                 | 1511                   |
| 28. Чоловік Мустафа-паша                                     | 1511                 | 1512                   |
| 29. Герсеклі Ахмед-паша (4-й раз)                            | 1512                 | 28 листопада 1514 року |
| 30. Дукакінзаде Ахмед-паша                                   | 18 грудня 1514 року  | 8 вересня 1515 року    |
| 31. Герсеклі Ахмед-паша (5-й раз)                            | 8 Вересень 1515 року | 26 квітня 1516 року    |
| 32. Хадим Сінан-паша                                         | 26 квітня 1516 року  | 22 січня 1517 року     |
| 33. Юнус-паша                                                | 22 січня 1517 року   | 13 вересня 1517 року   |
| 34. Пірі Мехмед-паша                                         | 25 січня 1518        | 27 червня 1523         |
| 35. Паргали Ібрагім-паша                                     | 27 липня 1523        | 14 березня 1536        |
| 36. Айяс Мехмед-паша                                         | 14 березня 1536      | 13 липня 1539          |
| 37. Челебі Лютфі-паша                                        | 13 липня 1539        | квітня 1541            |
| 38. Хадим Сулейман-паша                                      | Квітень 1541         | 28 листопада 1544      |
| 39. Рустем-паша (1й раз)                                     | 28 листопада 1544    | 6 жовтня 1553          |
| 40. Кара Ахмед-паша                                          | 6 жовтня 1553        | 29 вересня 1555        |
| 41. Рустем-паша (2й раз)                                     | 29 вересня 1555      | 10 липня 1561          |
| 42. Семіз Алі-паша                                           | 10 липня 1561        | 28 червня 1565         |
| 43. Соколлу Мехмед-паша                                      | 28 червня 1565       | 12 жовтня 1579         |
| 44. Şemsi Pasha                                              | 12 жовтня 1579       | 28 квітня 1580         |
| 45.Vekîl-i Saltanat Lala Kara Mustafa Pasha                  | 28 квітня 1580       | 7 серпня 1580          |
| 46. Koca Sinan Pasha (1st time)                              | 7 серпня 1580        | 6 грудня 1582          |
| 47. Kanijeli Siyavuş Pasha (1st time)                        | 24 грудня 1582       | 25 липня 1584          |
| 48. Özdemiroğlu Osman Pasha                                  | 28 липня 1584        | 29 жовтня 1585         |
| 49. Hadim Mesih Pasha                                        | 1 листопада 1585     | 14 квітня 1586         |
| 50. Kanijeli Siyavuş Pasha (2nd time)                        | 14 квітня 1586       | 2 квітня 1589          |
| 51. Koca Sinan Pasha (2nd time)                              | 14 квітня 1589       | 1 серпня 1591          |
| 52. Serdar Ferhad Pasha (1st time)                           | 1 серпня 1591        | 4 квітня 1592          |
| 53. Kanijeli Siyavuş Pasha (3rd time)                        | 4 квітня 1592        | 28 січня 1593          |
| 54. Koca Sinan Pasha (3rd time)                              | 28 січня 1593        | 16 лютого 1595         |
| 55. Serdar Ferhad Pasha (2nd time)                           | 16 лютого 1595       | 7 липня 1595           |
| 56. Koca Sinan Pasha (4th time)                              | 7 липня 1595         | 19 листопада 1595      |
| 57. Tekeli Lala Mehmed Pasha                                 | 19 листопада 1595    | 28 листопада 1595      |
| 58. Koca Sinan Pasha (5th time)                              | 1 грудня 1595        | 3 квітня 1596          |
| 59. Дамат Ібрагім-паша (1st time)                            | 4 квітня 1596        | 27 жовтня 1596         |
| 60. Чикалазаде Юсуф Сінан-паша                               | 27 жовтня 1596       | 5 грудня 1596          |
| 61. Дамат Ібрагім-паша (2nd time)                            | 5 грудня 1596        | 3 листопада 1597       |
| 62. Hadim Hasan Pasha                                        | 3 листопада 1597     | 9 квітня 1598          |
| 63. Cerrah Mehmed Pasha                                      | 9 квітня 1598        | 6 січня 1599           |
| 64. Дамат Ібрагім-паша (3rd time)                            | 6 січня 1599         | 10 липня 1601          |
| 65. Yemişçi Hasan Pasha                                      | 22 липня 1601        | 4 жовтня 1603          |
| 66. Yavuz Ali Pasha                                          | 16 жовтня 1603       | 26 липня 1604          |
| 67. Sokolluzade Lala Mehmed Pasha                            | 5 серпня 1604        | 21 червня 1606         |
| 68. Dervish Mehmed Pasha                                     | 21 червня 1606       | 9 грудня 1606          |
| 69. Kuyucu Murad Pasha                                       | 11 грудня 1606       | 5 серпня 1611          |
| 70. Gümülcineli Damat Nasuh Pasha                            | 5 серпня 1611        | 17 жовтня 1614         |
| 71. Окюз Мехмед-паша (1st time)                              | 17 жовтня 1614       | 17 листопада 1616      |
| 72. Damat Halil Pasha (1st time)                             | 17 листопада 1616    | 18 січня 1619          |
| 73. Окюз Мехмед-паша (2nd time)                              | 18 січня 1619        | 23 грудня 1619         |
| 74. Güzelce Ali Pasha                                        | 23 грудня 1619       | 9 березня 1621         |
| 75. Ohrili Hüseyin Pasha                                     | 9 березня 1621       | 17 вересня 1621        |
| 76. Dilaver Pasha                                            | 17 вересня 1621      | 20 травня 1622         |
| 77. Кара Давут-паша                                          | 20 травня 1622       | 13 червня 1622         |
| 78. Mere Hüseyin Pasha (1st time)                            | 13 червня 1622       | 8 липня 1622           |
| 79. Lefkeli Mustafa Pasha                                    | 8 липня 1622         | 21 вересня 1622        |
| 80. Hadim Mehmed Pasha (Hadım -'Eunuch'- Mehmed Pasha)       | 21 вересня 1622      | 5 лютого 1623          |
| 81. Mere Hüseyin Pasha (2nd time)                            | 5 лютого 1623        | 30 серпня 1623         |
| 82. Kemankeş Kara Ali Pasha                                  | 30 серпня 1623       | 3 квітня 1624          |
| 83. Çerkes Mehmed Pasha                                      | 3 квітня 1624        | 28 січня 1625          |
| 84. Hafız Ahmed Pasha (1st time)                             | 8 лютого 1625        | 1 грудня 1626          |
| 85. Damat Halil Pasha (2nd time)                             | 1 грудня 1626        | 6 квітня 1628          |
| 86. Gazi Ekrem Hüsrev Pasha                                  | 6 квітня 1628        | 25 жовтня 1631         |
| 87. Hafız Ahmed Pasha (2nd time)                             | 25 жовтня 1631       | 10 лютого 1632         |
| 88. Topal Recep Pasha                                        | 10 лютого 1632       | 18 травня 1632         |
| 89. Tabanıyassi Mehmed Pasha                                 | 18 травня 1632       | 2 лютого 1637          |
| 90. Байрам-паша                                              | 2 лютого 1637        | 26 серпня 1638         |
| 91. Tayyar Mehmed Pasha                                      | 27 серпня 1638       | 24 грудня 1638         |
| 92. Кеманкеш Кара Мустафа-паша                               | 23 грудня 1638       | 31 січня 1644          |
| 93. Султанзаде Мехмед-паша                                   | 31 січня 1644        | 17 грудня 1645         |
| 94. Nevesinli Salih Pasha                                    | 17 грудня 1645       | 16 вересня 1647        |
| 95. Kara Musa Pasha                                          | 16 вересня 1647      | 21 вересня 1647        |
| 96. Hezarpare Ahmet Pasha                                    | 21 вересня 1647      | 8 серпня 1648          |
| 97. Sofu Mehmed Pasha (or Mevlevi Mehmed Pasha)              | 8 серпня 1648        | 21 травня 1649         |
| 98. Kara Murat Pasha (Kara Dev Murat Pasha)                  | 21 травня 1649       | 5 серпня 1651          |
| 99. Melek Ahmed Pasha                                        | 5 серпня 1651        | 21 серпня 1651         |
| 100. Abaza Siyavuş Pasha I (1st time)                        | 21 серпня 1651       | 27 вересня 1651        |
| 101. Gürcü Mehmed Pasha                                      | 27 вересня 1651      | 20 червня 1652         |
| 102. Tarhoncu Ahmed Pasha                                    | 20 червня 1652       | 21 березня 1653        |
| 103. Koca Dervish Mehmed Pasha                               | 21 березня 1653      | 28 жовтня 1654         |
| 104. İpşiri Mustafa Pasha                                    | 28 жовтня 1654       | 11 травня 1655         |
| 105. Kara Murat Pasha (2nd time)                             | 11 травня 1655       | 19 серпня 1655         |
| 106. Ermeni Suleyman Pasha                                   | 19 серпня 1655       | 28 лютого 1656         |
| 107. Deli Gazi Hüseyin Pasha, also called Deli Hüseyin Pasha | 28 лютого 1656       | 5 березня 1656         |
| 108. Zurnazen Mustafa Pasha (held office for 4 hours)        | 5 березня 1656       | 5 березня 1656         |
| 109. Abaza Siyavuş Pasha I (2nd time)                        | 5 березня 1656       | 25 квітня 1656         |
| 110. Boynuyaralı Mehmed Pasha                                | 26 квітня 1656       | 15 вересня 1656        |
| 111. Мехмед Кепрюлю                                          | 15 вересня 1656      | 31 жовтня 1661         |
| 112. Фазіл Ахмед Кепрюлю                                     | 31 жовтня 1661       | 19 жовтня 1676         |
| 113. Кара-Мустафа                                            | 19 жовтня 1676       | 25 грудня 1683         |
| 114. Kara İbrahim Pasha                                      | 15 грудня 1683       | 18 листопада 1685      |
| 114. Sarı Süleyman Pasha                                     | 18 листопада 1685    | 18 вересня 1687        |
| 116. Abaza Siyavuş Pasha                                     | 18 вересня 1687      | 23 лютого 1688         |
| 117. Ayaşlı İsmail Pasha                                     | 23 лютого 1688       | 2 травня 1688          |
| 118. Bekri Mustafa Pasha                                     | 30 травня 1688       | 7 листопада 1689       |
| 119. Фазіл Мустафа Кепрюлю                                   | 10 листопада 1689.   | 19 серпня 1691         |
| 120. Arabacı Ali Pasha                                       | 24 серпня 1691       | 21 березня 1692        |
| 121. Merfizonlu Hacı Ali Pasha                               | 23 березня 1692      | 17 березня 1693        |
| 122. Bozoklu Mustafa Pasha                                   | 17 березня 1693      | березня 1694           |
| 123. Sürmeli Ali Pasha                                       | 13 березня 1694      | 22 квітня 1695         |
| 124. Elmas Mehmed Pasha                                      | 3 травня 1695        | 11 вересня 1697        |
| 125. Хусейн Кепрюлю                                          | 17 вересня 1697      | 4 вересня 1702         |
| 126. Daltaban Mustafa Pasha                                  | 4 вересня 1702       | 24 січня 1703          |
| 127. Rami Mehmed Pasha                                       | 25 січня 1703        | 22 серпня 1703         |
| 128. Kavanoz Ahmed Pasha                                     | 22 серпня 1703       | 16 листопада 1703      |
| 129. Damat Hasan Pasha                                       | 18 листопада 1703    | 28 вересня 1704        |
| 130. Kalaylıkoz Hacı Ahmed Pasha                             | жовтня 1704          | 25 грудня 1704         |
| 131. Teberdar/Baltaci Mehmed Pasha (1st time)                | 25 грудня 1704       | 3 травня 1706          |
| 132. Çorlulu Damat Ali Pasha                                 | 3 травня 1706        | 15 червня 1710         |
| 133. Нуман Кепрюлю                                           | 16 червня 1710       | 17 серпня 1710         |
| 134. Baltaci Mehmed Pasha (2nd time)                         | 18 серпня 1710       | 20 листопада 1711      |
| 135. Ağa Yusuf Pasha                                         | 20 листопада 1711    | 11 листопада 1712      |
| 136. Nişancı Süleyman Pasha                                  | 12 листопада 1712    | 6 квітня 1713          |
| 137. Hoca Ibrahim Pasha                                      | 6 квітня 1713        | 7 квітня 1713          |
| 138. Дамат Сілахдар Алі-паша                                 | 27 квітня 1713       | 5 серпня 1716          |
| 139. Hacı Halil Pasha                                        | 21 серпня 1716       | жовтня 1717            |
| 140. Нішаджи Мехмед-паша                                     | жовтня 1717          | 9 травня 1718          |
| 141. Невшехірлі Дамат Ібрагім-паша                           | 9 травня 1718        | 16 жовтня 1730         |
| 142. Silahdar Damat Mehmed Pasha                             | 16 жовтня 1730       | 23 січня 1731          |
| 143. Kabakulak Ibrahim Pasha                                 | 23 січня 1731        | 11 вересня 1731        |
| 144. Топал Осман-паша                                        | 21 вересня 1731      | 12 березня 1732        |
| 145. Хекімоглу Алі-паша (1-е)                                | 12 березня 1732      | 14 липня 1735          |
| 146. Gürcü İsmail Pasha                                      | 14 липня 1735        | 25 грудня 1735         |
| 147. Silahdar Seyyid Mehmed Pasha [tr]                       | 10 січня 1736        | 5 серпня 1737          |
| 148. Muhsinzade Abdullah Pasha                               | 22 серпня 1737       | 19 грудня 1737         |
| 149. Yeğen Mehmed Pasha                                      | 3 грудня 1737        | 23 березня 1739        |
| 150. İvaz Mehmed Pasha                                       | 17 березня 1739      | 23 червня 1740         |
| 151. Нішанджи Шехла Хаджи Ахмед-паша                         | 22 липня 1740        | 7 квітня 1742          |
| 152. Хекімоглу Алі-паша (2-е)                                | 21 квітня 1742       | 4 жовтня 1742          |
| 153. Seyyid Hasan Pasha                                      | 4 жовтня 1742        | 10 серпня 1746         |
| 154. Tiryaki Hacı Mehmed Pasha                               | 11 серпня 1746       | 24 серпня 1747         |
| 155. Seyyid Abdullah Pasha                                   | 24 серпня 1747       | 2 січня 1750           |
| 156. Divitdar Mehmed Emin Pasha                              | 9 січня 1750         | 1 липня 1752           |
| 157. Köse Bahir Mustafa Pasha (1st time)                     | 1 липня 1752         | 16 лютого 1755         |
| 158. Хекімоглу Алі-паша (3-e)                                | 16 лютого 1755       | 19 травня 1755         |
| 159. Naili Abdullah Pasha                                    | 19 травня 1755       | 24 серпня 1755         |
| 160. Silahdar Bıyıklı Ali Pasha, aka Nişancı Ali Pasha       | 24 серпня 1755       | 23 жовтня 1755         |
| 161. Yirmisekizzade Mehmed Said Pasha                        | 25 жовтня 1755       | 1 квітня 1756          |
| 162. Köse Bahir Mustafa Pasha (2nd time)                     | 30 квітня 1756       | 3 грудня 1756          |
| 163. Коджа-Мехмед Рагип-паша                                 | 12 січня 1757        | 8 квітня 1763          |
| 164. Tevkii Hamza Hamid Pasha                                | 11 квітня 1763       | 29 вересня 1763        |
| 165. Köse Bahir Mustafa Pasha (3rd time)                     | 29 вересня 1763      | 30 березня 1765        |
| 166. Muhsinzade Mehmed Pasha (1st time)                      | 30 березня 1765      | 7 серпня 1768          |
| 167. Silahdar Hamza Mahir Pasha                              | 7 серпня 1768        | 20 жовтня 1768         |
| 168. Yağlıkçızade Mehmed Emin Pasha                          | жовтня 1768          | 12 серпня 1769         |
| 169. Молдованджи Алі-паша                                    | 12 серпня 1769       | 12 грудня 1769         |
| 170. Ivazzade Halil Pasha                                    | 13 грудня 1769       | 25 грудня 1770         |
| 171. Silahdar Mehmed Pasha                                   | 25 грудня 1770       | 11 грудня 1771         |
| 172. Muhsinzade Mehmed Pasha (2nd time)                      | грудня 1771          | 6 серпня 1774          |
| 173. Izzet Mehmed Pasha (1st time)                           | 11 серпня 1774       | 7 липня 1775           |
| 174. Moralı Dervish Mehmed Pasha                             | 7 липня 1775         | 5 січня 1777           |
| 175. Darendeli Cebecizade Mehmed Pasha                       | 5 січня 1777         | 1 вересня 1778         |
| 176. Kalafat Mehmed Pasha                                    | 1 вересня 1778       | 22 серпня 1779         |
| 177. Silahdar Seyyid Mehmed Pasha [tr]                       | серпня 1779          | 20 лютого 1781         |
| 178. Izzet Mehmed Pasha (2nd time)                           | 20 лютого 1781       | 25 серпня 1782         |
| 179. Yeğen Hacı Mehmed Pasha                                 | 25 серпня 1782       | 31 грудня 1782         |
| 180. Halil Hamid Pasha                                       | 31 грудня 1782       | 30 квітня 1785         |
| 181. Şahin Ali Pasha                                         | 30 квітня 1785       | 25 січня 1786          |
| 182. Коджа Юсуф-паша (1st time)                              | 25 січня 1786        | 28 травня 1789         |
| 183. Cenaze Hasan Pasha or Meyyit Hasan Pasha                | 28 травня 1789       | 2 січня 1790           |
| 184. Джезаїрлі Ґазі Гасан-паша                               | 2 січня 1790         | 30 березня 1790        |
| 185. Çelebizade Şerif Hasan Pasha                            | 16 квітня 1790       | 12 лютого 1791         |
| 186. Коджа Юсуф-паша (2nd time)                              | 12 лютого 1791       | 1792                   |
| 187. Damat Melek Mehmed Pasha                                | 1792                 | 21 жовтня 1794         |
| 188. Safranbolulu Izzet Mehmet Pasha                         | 21 жовтня 1794       | 23 жовтня 1798         |
| 189. Kör Yusuf Ziyaüddin Pasha (1st time)                    | 23 жовтня 1798       | 24 червня 1805         |
| 190. Bostancıbaşı Hafız İsmail Pasha                         | 24 вересня 1805      | 13 жовтня 1806         |
| 191. Keçiboynuzu İbrahim Hilmi Pasha                         | 13 жовтня 1806       | 3 червня 1807          |
| 192. Çelebi Mustafa Pasha                                    | 3 червня 1807        | 29 липня 1808          |
| 193. Алемдар Мустафа-паша                                    | 29 липня 1808        | 15 листопада 1808      |
| 194. Çavuşbaşı Memiş Pasha                                   | 16 листопада 1808    | грудня 1808            |
| 195. Çarhacı Ali Pasha[citation needed]                      | грудня 1808          | березня 1809           |
| 196. Kör Yusuf Ziyaüddin Pasha (2nd time)                    | березня 1809         | лютого 1811            |
| 197. Laz Ahmed Pasha                                         | лютого 1811          | липня 1812             |
| 198. Hurşit Ahmed Pasha                                      | липня 1812           | 30 березня 1815        |
| 199. Mehmed Emin Rauf Pasha (1st time)                       | 30 березня 1815      | 6 січня 1818           |
| 200. Burdurlu Dervish Mehmed Pasha                           | 6 січня 1818         | 5 січня 1820           |
| 201. Seyyid Ali Pasha                                        | 5 січня 1820         | 21 квітня 1821         |
| 202. Benderli Ali Pasha                                      | 21 квітня 1821       | 30 квітня 1821         |
| 203. Izmirli Hacı Salih Pasha [tr]                           | 30 квітня 1821       | 11 листопада 1822      |
| 204. Bostancıbaşı Deli Abdullah Pasha                        | 11 листопада 1822    | 4 березня 1823         |
| 205. Turnacızade Silahdar Ali Pasha                          | 4 березня 1823       | 13 грудня 1823         |
| 206. Mehmed Said Galip Pasha                                 | 13 грудня 1823       | 15 вересня 1824        |
| 207. "Benderli" Mehmed Selim Pasha                           | 15 вересня 1824      | 26 жовтня 1828         |
| 208. Topal Izzet Mehmed Pasha (1st time)                     | 26 жовтня 1828       | 28 січня 1829          |
| 209. Reşid Mehmed Pasha                                      | січня 1829           | 17 лютого 1833         |
| 210. Mehmed Emin Rauf Pasha (2nd time)                       | 17 лютого 1833       | 8 липня 1839           |
| 211. Husrev Pasha                                            | 8 липня 1839         | 29 травня 1841         |
| 212. Mehmed Emin Rauf Pasha (3rd time)                       | 29 травня 1841       | 7 жовтня 1841          |
| 213. Topal Izzet Mehmed Pasha (2nd time)                     | 7 жовтня 1841        | 3 вересня 1842         |
| 214. Mehmed Emin Rauf Pasha (4th time)                       | 3 вересня 1842       | 31 липня 1846          |
| 215. Мустафа Решид-паша (1st time)                           | 31 липня 1846        | 28 квітня 1848         |
| 216. İbrahim Sarim Pasha                                     | 28 квітня 1848       | 13 серпня 1848         |
| 217. Мустафа Решид-паша (2nd time)                           | 13 серпня 1848       | 27 січня 1852          |
| 218. Mehmed Emin Rauf Pasha (5th time)                       | 27 січня 1852        | 7 березня 1852         |
| 219. Мустафа Решид-паша (3rd time)                           | 7 березня 1852       | 7 серпня 1852          |
| 220. Mehmed Emin Aali Pasha (1st time)                       | 7 серпня 1852        | 4 жовтня 1852          |
| 221. Damat Mehmed Ali Pasha                                  | 4 жовтня 1852        | 14 травня 1853         |
| 222. Mustafa Naili Pasha (1st time)                          | 14 травня 1853       | 30 травня 1854         |
| 223. Kıbrıslı Mehmed Emin Pasha (1st time)                   | 30 травня 1854       | 24 листопада 1854      |
| 224. Мустафа Решид-паша (4th time)                           | 24 листопада 1854    | 4 травня 1855          |
| 225. Mehmed Emin Aali Pasha (2nd time)                       | 4 травня 1855        | 1 грудня 1856          |
| 226. Мустафа Решид-паша (5th time)                           | 1 грудня 1856        | 2 серпня 1857          |
| 227. Mustafa Naili Pasha (2nd time)                          | 2 серпня 1857        | 23 жовтня 1857         |
| 228. Мустафа Решид-паша (6th time)                           | 23 жовтня 1857       | 7 січня 1858           |
| 229. Mehmed Emin Aali Pasha (3rd time)                       | 11 січня 1858        | 8 жовтня 1859          |
| 230. Kıbrıslı Mehmed Emin Pasha (2nd time)                   | 8 жовтня 1859        | 24 грудня 1859         |
| 231. Mütercim Mehmed Rüşdi Pasha (1st time)                  | 24 грудня 1859       | 27 травня 1860         |
| 232. Kıbrıslı Mehmed Emin Pasha (3rd time)                   | 27 травня 1860       | 6 серпня 1861          |
| 233. Mehmed Emin Aali Pasha (4th time)                       | 6 серпня 1861        | 22 листопада 1861      |
| 234. Кечеджізаде Мехмед Емін Фуад-паша (1st time)            | 22 листопада 1861    | 6 січня 1863           |
| 235. Yusuf Kamil Pasha                                       | 6 січня 1863         | 3 червня 1863          |
| 236. Кечеджізаде Мехмед Емін Фуад-паша (2nd time)            | 3 червня 1863        | 5 червня 1866          |
| 237. Mütercim Mehmed Rüşdi Pasha (2nd time)                  | 5 червня 1866        | 11 лютого 1867         |
| 238. Mehmed Emin Aali Pasha (5th time)                       | 11 лютого 1867       | 7 вересня 1871         |
| 239. Mahmud Nedim Pasha (1st time)                           | вересня 1871         | 31 липня 1872          |
| 240. Ahmed Şefik Midhat Pasha (1st time)                     | 31 липня 1872        | 19 жовтня 1872         |
| 241. Mütercim Mehmed Rüşdi Pasha (3rd time)                  | 19 жовтня 1872       | лютого 1873            |
| 242. Sakızlı Ahmed Esat Pasha (1st time)                     | 15 лютого 1873       | 15 квітня 1873         |
| 243. Şirvanlı Mehmed Rüşdi Pasha                             | 15 квітня 1873       | 14 лютого 1874         |
| 244. Хусейн Авні-Паша                                        | 14 лютого 1874       | 25 квітня 1875         |
| 245. Sakızlı Ahmed Esat Pasha (2nd time)                     | квітня 1875          | серпня 1875            |
| 246. Mahmud Nedim Pasha (2nd time)                           | 21 серпня 1875       | 11 травня 1876         |
| 247. Mütercim Mehmed Rüşdi Pasha (4th time)                  | 12 травня 1876       | 19 грудня 1876         |
| 248. Ahmed Şefik Midhat Pasha (2nd time)                     | 19 грудня 1876       | 5 лютого 1877          |
| 249. İbrahim Edhem Pasha                                     | 5 лютого 1877        | 11 січня 1878          |
| 250. Ahmed Hamdi Pasha                                       | 11 січня 1878        | 4 лютого 1878          |
| 251. Ahmed Vefik Pasha                                       | 4 лютого 1878        | 18 квітня 1878         |
| 252. Mehmed Sadık Pasha                                      | 18 квітня 1878       | 28 травня 1878         |
| 253. Mütercim Mehmed Rüşdi Pasha (5th time)                  | 28 травня 1878       | 4 червня 1878          |
| 254. Saffet Pasha                                            | 4 червня 1878        | жовтня 1878            |
| 255. Tunuslu Hayreddin Pasha                                 | жовтня 1878          | 28 липня 1879          |
| 256. Ahmed Arifi Pasha                                       | 28 липня 1879        | вересня 1879           |
| 257. Mehmed Said Pasha (1st time)                            | 18 жовтня 1879       | 9 червня 1880          |
| 258. Kadri Pasha                                             | 9 червня 1880        | 12 вересня 1880        |
| 259. Mehmed Said Pasha (2nd time)                            | 12 вересня 1880      | 2 травня 1882          |
| 260. Abdurrahman Nureddin Pasha                              | 2 травня 1882        | 12 липня 1882          |
| 261. Mehmed Said Pasha (3rd time)                            | 12 липня 1882        | 30 листопада 1882      |
| 262. Ahmed Vefik Pasha (2nd time)                            | 1 грудня 1882        | 3 грудня 1882          |
| 263. Mehmed Said Pasha (4th time)                            | 3 грудня 1882        | 24 вересня 1885        |
| 264. Kâmil Pasha (1st time)                                  | 25 вересня 1885      | 4 вересня 1891         |
| 265. Ahmed Cevat Şakir Pasha                                 | 4 вересня 1891       | 8 червня 1895          |
| 266. Mehmed Said Pasha (5th time)                            | 9 червня 1895        | 3 жовтня 1895          |
| 267. Kâmil Pasha (2nd time)                                  | 3 жовтня 1895        | 7 листопада 1895       |
| 268. Halil Rifat Pasha                                       | 7 листопада 1895     | 9 листопада 1901       |
| 269. Mehmed Said Pasha (6th time)                            | 13 листопада 1901    | 15 січня 1903          |
| 270. Avlonyalı Mehmed Ferid Pasha                            | 15 січня 1903        | 22 липня 1908          |
| 271. Mehmed Said Pasha (7th time)                            | 22 липня 1908        | 6 серпня 1908          |
| 272. Kâmil Pasha (3rd time)                                  | 5 серпня 1908        | 14 лютого 1909         |
| 273. Hüseyin Hilmi Pasha (1st time)                          | 14 лютого 1909       | 14 квітня 1909         |
| 274. Ахмед Тевфік Окдай (1st time)                           | 14 квітня 1909       | 5 травня 1909          |
| 275. Хюсейін Хільмі Паша (2-й раз)                           | 5 травня 1909        | 12 січня 1910          |
| 276. Ібрагім Хакі-паша                                       | 12 січня 1910 року   | 30 вересня 1911 року   |
| 277. Мехмед Саїд Паша (8-й раз)                              | 30 вересня 1911 року | 22 липня 1912 року     |
| 278. Ахмед Мухтар-паша                                       | 22 липня 1912        | 29 жовтня 1912         |
| 279. Каміль паша (4-й раз)                                   | 29 жовтня 1912       | 23 січня 1913          |
| 280. Махмуд Шевкет-паша                                      | 23 січня 1913        | 11 червня 1913         |
| 281. Сид Халім-паша                                          | 12 червня 1913       | 4 лютого 1917          |
| 281. Мехмед Талаат-паша                                      | 4 лютого 1917        | 14 жовтня 1918         |
| 283. Ахмед Іззет Фургач                                      | 14 жовтня 1918       | 11 листопада 1918      |
| 284. Ахмед Тевфік Окдай (2-й раз)                            | 11 листопада 1918    | 4 березня 1919         |
| 285. Дамат Фарид-паша (1-й раз)                              | 4 березня 1919       | 2 жовтня 1919          |
| 286. Алі Риза-паша                                           | 2 жовтня 1919        | 8 березня 1920         |
| 287. Салих Хулусі-паша                                       | 8 березня 1920       | 5 квітня 1920          |
| 288. Дамат Ферід-паша (2-й раз)                              | 5 квітня 1920        | 21 жовтня 1920         |
| 289. Ахмед Тевфік Окдай (3-й раз)                            | 21 жовтня 1920 року  | 4 листопада 1922 року  |